# Sud-Aviation Super-Caravelle
La Super-Caravelle fut un projet d'avion supersonique civil moyen-courrier, étudié par les constructeurs français Sud-Aviation et Générale Aéronautique Marcel Dassault (GAMD).

## Projet et développement
Imaginé par Lucien Servanty, cet avion de ligne était un dérivé supersonique de la Caravelle et s'inspirait de certaines solutions de la GAMD (voilure delta des appareils militaires de la famille des Mirage).
Cet appareil n'a jamais vu le jour. Mais le projet a finalement abouti au Concorde, synthèse entre la Super-Caravelle et le Bristol 223.

### Ébauche et concept
Entreprises en 1960, les premières ébauches et une maquette du projet ont été présentées en 1961 au Salon aéronautique du Bourget.
Les exigences techniques et les dimensions de la Super-Caravelle répondaient aux besoins d'Air France pour ses liaisons européennes et africaines. En utilisation normale, elle était conçue pour transporter 70 passagers sur des étapes de 2 000  à   3 000 km (1 000  à   1 600  milles) à une vitesse de Mach 2 à Mach 2,5.

### Développement
La Super-Caravelle ressemble à une version plus petite du Concorde. La formule de son aile delta a été reprise pour le Concorde.
Le Concorde devait être à l'origine livré en deux versions : une version réduite pour des trajets court et moyen courrier, de gamme similaire à la Super-Caravelle ; une version transatlantique (en long courrier) similaire au Bristol 223, et qui a finalement été livrée comme version unique du Concorde. Après des consultations avec des clients potentiels, la conception plus petite a été abandonnée.

## Coopération internationale
Les premiers projets Dassault-Sud Aviation ont ensuite été fusionnés avec un travail similaire de la British Aircraft Corporation (anciennement le Bristol 223) pour aboutir en novembre 1962 au projet Concorde.

## Comparaison avec le Bristol 223 et Concorde
| Appareil                   | Bristol 223 | Super-Caravelle     | Concorde   |
| -------------------------- | ----------- | ------------------- | ---------- |
| Équipage technique         | 6           | N/A                 | 3          |
| Passagers                  | 90          | 100                 | 100        |
| Longueur                   | 53,8 m      | N/A                 | 61,6 m     |
| Envergure                  | 21,3 m      | N/A                 | 25,6 m     |
| Hauteur                    | 10,6 m      | N/A                 | 12,19 m    |
| Masse à vide               | 47 200 kg   | N/A                 | 79 300 kg  |
| Masse maximum au décollage | 144 200 kg  | N/A                 | 185 100 kg |
| Vitesse maximale           | 2 300 km/h  | 2 500 km/h          | 2 360 km/h |
| Autonomie                  | 5 300 km    | 2 000 km - 3 000 km | 6 200 km   |

## Super Caravelle «classique»
Après que le travail a commencé sur la conception du Concorde, la dénomination Super Caravelle sera réutilisée pour une version allongée de la Caravelle originale, le SE-210B Super Caravelle.